# Selioides bocqueti
Selioides bocqueti is een eenoogkreeftjessoort uit de familie van de Nereicolidae. De wetenschappelijke naam van de soort is voor het eerst geldig gepubliceerd in 1963 door Carton.